# ナターシャ・カイザー＝ブラウン
ナターシャ・カイザー＝ブラウン（Natasha Kaiser-Brown、1967年5月14日 - ）はアメリカ合衆国の元陸上競技選手。専門は400m走。1980年代後期から2000年にかけて活躍した選手である。
スタートしてからトップスピードに到達するまでに時間のかかる選手であり、前半は格下の選手にさえ置いて行かれるほどだが、300m以降からの激しい追い込みで後半一気に抜き去る走りが特徴である。
1991年に東京で行われた世界陸上では、4×400mリレーでアメリカ代表として出場し初の世界大会で銀メダルを獲得。
その翌年のバルセロナオリンピックでは全米選手権で3位となり悲願の400m個人種目でのアメリカ代表として出場権を獲得した。
1993年に行われたシュツットガルト世界陸上では400mで自己ベストを更新し銀メダル、4×400mリレーでは金メダルを獲得した。
1994年には全米陸上競技選手権大会を制し全米チャンピオンとなったが、1995年から故障に見舞われ、世界大会への復帰は1997年の世界室内陸上までなかった。
2000年のドレイク・リレーをもって現役を引退。現在はアイオワ州にあるドレイク大学の陸上部コーチをしている。

## 主な実績
| 年   | 大会                       | 場所                         | 種目         | 結果      | 記録      |
| ---- | -------------------------- | ---------------------------- | ------------ | --------- | --------- |
| 1991 | パンアメリカンゲームズ     | ハバナ(キューバ)             | 400m         | 4位       | 51秒20    |
| 1991 | パンアメリカンゲームズ     | ハバナ(キューバ)             | 4×400mリレー | 金        | 3分24秒21 |
| 1991 | 世界陸上競技選手権大会     | 東京(日本)                   | 4×400mリレー | 銀        | 3分20秒15 |
| 1992 | オリンピック               | バルセロナ(スペイン)         | 400m         | 準決勝6位 | 50秒64    |
| 1992 | オリンピック               | バルセロナ(スペイン)         | 4×400mリレー | 銀        | 3分20秒66 |
| 1993 | 世界陸上競技選手権大会     | シュトゥットガルト(ドイツ)   | 400m         | 銀        | 50秒17    |
| 1993 | 世界陸上競技選手権大会     | シュトゥットガルト(ドイツ)   | 4×400mリレー | 金        | 3分16秒71 |
| 1994 | 全米陸上競技選手権大会     | ユージーン(アメリカ)         | 400m         | 優勝      | 50秒71    |
| 1994 | グッドウィルゲームズ       | サンクトペテルブルク(ロシア) | 400m         | 銅        | 50秒73    |
| 1997 | 世界室内陸上競技選手権大会 | パリ(フランス)               | 4×400mリレー | 銀        | 3分27秒66 |
| 1997 | 世界陸上競技選手権大会     | アテネ(ギリシャ)             | 4×400mリレー | 銀        | 3分20秒92 |
| 1998 | 国際グランプリ陸上大阪大会 | 大阪(日本)                   | 400m         | 優勝      | 50秒89    |

## 記録
- 400m - 50秒17  (1993年）
- 4×400mリレー - 3分16秒71  (1993年）